# Young For Eternity
| Críticas profissionais | Críticas profissionais |
| Avaliações da crítica  | Avaliações da crítica  |
| Fonte                  | Avaliação              |
| ---------------------- | ---------------------- |
| The Guardian           | [ 1 ]                  |
| NME                    | 6/10                   |
| PopMatters             | 7/10                   |
| Allmusic               | 3 de 5 estrelas.       |
| Prefix                 | 3.5 de 5 estrelas.     |
| BBC                    | Positivo               |
| A.V. Clube             | A-                     |
| E!                     | B+                     |
| Slant Magazine         | [ 2 ]                  |
| Pitchfork Media        | 6.6/10                 |

Young for Eternity é o álbum de estréia da banda britânica The Subways. Lançado no dia 4 de julho de 2005 pela City Pavement e Infectious Records, alcançou a 32ª posição nas paradas do Reino Unido.

## Faixas
Todas as faixas escritas e compostas por Billy Lunn. 
| N.º | Título                                            | Duração |  |
| 1.  | "I Want to Hear What You Have Got to Say"         | 3:24    |  |
| 2.  | "Holiday"                                         | 1:52    |  |
| 3.  | "Rock & Roll Queen" (Single; 20 de junho de 2005) | 2:51    |  |
| 4.  | "Mary"                                            | 2:59    |  |
| 5.  | "Young for Eternity"                              | 2:08    |  |
| 6.  | "Lines of Light"                                  | 2:12    |  |
| 7.  | "Oh Yeah" (Single; 21 de março de 2005)           | 2:58    |  |
| 8.  | "City Pavement"                                   | 2:44    |  |
| 9.  | "No Goodbyes" (Single; 12 de dezembro de 2005)    | 3:31    |  |
| 10. | "With You" (Single; 12 de setembro de 2005)       | 3:02    |  |
| 11. | "She Sun"                                         | 3:21    |  |
| 12. | "Somewhere"                                       | 11:23   |  |
| 13. | "At 1am" (Faixa extra)                            | 9:32    |  |